# Sông Chuluut
Sông Chuluut (tiếng Mông Cổ: Чулуут гол) hay Chuluutyn gol là một con sông chảy trong thung lũng của dãy núi Khangai tại miền trung Mông Cổ qua các aimag (tỉnh) Arkhangai và Khovsgol. Nó là một chi lưu của sông Ideriin gol, với chiều dài 415 km và chiều rộng tại cửa sông để đổ vào Ideriin gol là 80 m, độ sâu tối đa đạt 3 m. Nó bị đóng băng từ tháng 11 năm trước tới tháng 4 năm sau.

## Chi lưu
- Suman gol